# Industrial Dance
Industrial Dance (også kendt som Electronic Body Music, Aggrepo og EBM) er et udtryk som først blev brugt af Kraftwerk i de senere 1970'er, men mere populært af EBM-pionerer Front 242 i 1980'erne for at beskrive deres lyd, hvilket var mere beatkørt og melodisk end det som var typisk for industriel musik på tidspunktet. Industrial Dance er karakteriseret ved gentagne (eller dansebare) rytmer og uforvrænget vokaler. Selvom Industrial Dance er taget i betragtning som mere tilgængelig og dansegulv-venligt, holder det stadig med de eksperimentelle og tematiske kvaliteter af industriel musik.